# نيد جاريت
نيد جاريت (بالإنجليزية: Ned Jarrett)‏ هو سائق سيارة سباق ومعلق رياضي أمريكي، ولد في 12 أكتوبر 1932 في كونوفر في الولايات المتحدة.

## وصلات خارجية
- نيد جاريت على موقع Racing-Reference.info (الإنجليزية)
- نيد جاريت على موقع DriverDB.com (الإنجليزية)
- نيد جاريت على موقع قاعة كارولاينا الشمالية للمشاهير الرياضية (الإنجليزية)
- نيد جاريت على موقع الموسوعة البريطانية (الإنجليزية)